# Annonsblad för Gotland
Annonsblad för Gotland var en dagstidning utgiven i Visby från 15 februari 1879 till 28 december 1883.
Tidningen trycktes hos utgivaren litteratören Knut Theodor Norrby med frakturstil och antikva. Denne fick den 29 januari 1879 utgivningsbevis på tidningen. och han var också redaktör. Tidningen kom ut en gång i veckan lördagar till och med april 1879 och därefter på fredagar. Tidningen hade 2 eller 4 sidor i folioformat med 4 spalter på satsytan 41,5 x 26 cm omväxlande med 5 spalter på 39,5 x 32,5 cm satsyta. Den 2 april 1880 blev det 6 spalter på större ytan 41,5 x 38,5 cm. 50 öre kostade tidningen för 1879 och därefter 75 öre  per år.